# La ciutat màgica
La ciutat màgica (títol original en anglès: Magic Town) és una pel·lícula estatunidenca dirigida per William A. Wellman i estrenada el 1947. Ha estat doblada al català.

## Argument
Rip Smith dirigeix un institut de sondatge, que es troba a la vora de la fallida. Decideix seleccionar una ciutat en la qual l'opinió està completament en línia amb la de la resta dels Estats Units. Aquest indret, és Grandview, ciutat tranquil·la. Hi desembarca amb el seu personal en el més estricte anonimat. Però de seguida xocarà amb el redactor en cap del diari local, Mary Peterman, que vol canviar la imatge de la seva ciutat.

## Repartiment
- James Stewart: Rip Smith
- Jane Wyman: Mary Peterman
- Kent Smith: Hoopendecker
- Ned Sparks: Ike
- Wallace Ford: Lou Dicketts
- Regis Toomey: Ed Weaver
- Ann Doran: Mrs Weaver
- Donald Meek: Mr Twiddle
- E. J. Ballantine: Moody
- Ann Shoemaker: Ma Peterman
- Howard Freeman: Nickleby
- George Irving: Senador Wilton

## Al voltant de la pel·lícula
- Escrit per Robert Riskin, la pel·lícula ens recorda les comèdies de Frank Capra. Però va ser rodada després de la guerra, i l'optimisme de Mr. Smith Goes to Washington o de L'home del carrer dona lloc aquí a la desil·lusió. Els personatges estan desenganyats i no creuen gaire en els seus projectes, tot davant la càmera sòbria i discreta de William Wellman.
- Va ser l'últim paper de Donald Meek, l'inoblidable Peacock  de Stagecoach.